# 고병수
고병수(1990년 8월 1일 ~ )는 대한민국의 축구 선수이며 포지션은 수비수이다.